# プロパレン
プロパレン(Propalene)またはビシクロ[1.1.0]ブタ-1,3-ジエンは、2つの融合したシクロプロペン環からなる多環炭化水素である。数値計算によると、この分子は平面上であり、長短のC-C結合が交互に現れて、炭素骨格は平行四辺形を形成する。